# Seznam nosilcev spominske značke Dravograd 1991
Seznam nosilcev spominske značke Dravograd 1991.

## Seznam
(datum podelitve - ime)
- 30. november 2000 - Nisvet Ahmić - Darko Ajd - Dušan Ajtnik - Janez Andrejc - Pavel Andric - Anton Anželak - Marko Anželak - Milan Anželak - Marko Apšner - Srečko Ažnik - Valentin Baglama - Jožef Bališ - Ivan Banko - Maksimiljan Bastl - Florjan Bašek - Bojan Beber - Borut Bektaševič - Milan Belcl - Ivo Beliš - Oskar Beliš - Stanislav Belšak - Štefan Berbatovič Justus - Marko Berložnik - Zdravko Berzelak - Milan Bežan - Gojko Bisako - Vladimir Blatnik - Matija Blaznik - Bojan Blažun - Milan Bolko - Janez Borko - Drago Borovnik - Dušan Borovnik - Vlado Borovnik - Marjan Borštner - Janez Božič - Jožef Božič - Slavko Božič - Zmago Božič - Zoran Božinovski - Miran Božnik - Janez Bračko - Beno Breg - Danilo Breg - Tone Brenčur - Bojan Breznik - Marjan Breznik - Matjaž Breznikar - Anton Brezovnik - Marjan Brezovnik - Silvo Brezovnik - Franjo Bricman - Ivan Bricman - Janez Bricman - Karel Bricman - Peter Bricman - Uroš Bricman - Ivan Britovšek - Simon Britovšek - Franc Brumnik - David Budimir - Boštjan Bunderla - Savo Burja - Božidar Cehner -Miran Cehner - Bojan Cepec - Mihec Cerjak - Tonček Cerkovnik - Gojko Cesar - Bojan Cokan - Samo Cvilak - Vladimir Čarf - Dušan Čas - Zdenko Čas - Anton Čekon - Boris Čekon - Darijan Čekon - Leopold Čekon - Anton Čepin - Miran Čerenjak - Darko Čoderl - Gorazd Čoderl - Tomaž Čoderl - Franc Čerp - Gorazd Črešnar - Alojz Črešnik - Anton Črešnik - Beno Črešnik - Branko Črešnik - Maks Črešnik - Marijan Črešnik - Valentin Črešnik - Marjan Čuješ - Brane Delalut - Darko Delopst - Blaž Denkov - Dušan Derčaj - Silvester Dežman - Jožef Dietner - Anton Ditinger - Karli Dobnik - Miloš Dobovičnik - Darko Dokl - Zlatko Dolar - Sergej Dolenc - Marjan Domajnko - Janez Domej - Darko Dren - Gorazd Dretnik - Martin Drev - Zoran Drev - Janko Drofenik - Jože Družinič - Nikita Duler - Robert Duler - Milan Duller - Alojz Dvornik - Matjaž Dvornik - Marjan Emeršič - Robert Englert - Boštjan Erjavec - Robert Erjavec - Darko Fajmut - Ožbalt Fajmut - Ivan Fekonja - Marko Felle - Andrej Ferarič - Danijel Ferk - Zdravko Ferk - Jožef Fišer - Iztok Flis - Boris Flogie - Marijan Franc - Zvonko Franc - Branko Fujs - Milan Fužir - Tomaž Gačnik - Andrej Gaiser - Aleksander Gajšek - Janez Galer - Franc Garmuš - Branko Garnbret - Vili Garnbret - Mirko Garnuš - Boris Gašper - Uroš Gašper - Jožef Germ - Vladimir German - Alojz Gerold - Franc Gerold - Vlado Glavač - Matjaž Glavič - Jožef Glazer - Matjaž Glazer - Samo Glazer - Anton Glažar - Danijel Glažar - Franc Glažar - Mirko Glažar - Jurij Globačnik - Janez Gnamuš - Marko Gnamuš - Stojan Gobec - Branko Goličnik - Daniel Goljat - Jože Goljat - Dušan Golnar - Branko Golob - Danilo Golob - Jožef Golob - Marko Golob - Uroš Golob - Mihael Goltnik - Darko Gorenšek - Ivan Gorenšek - Janez Gorenšek - Maksimiljan Gorenšek - Roman Gorenšek - Samo Goričan - Miro Goričnik - Jaro Gosak - Darko Gracej - Franc Gracej - Roman Gradič - Igor Gradišnik - Simon Gradišnik - Darko Grebenc - Erih Grebenc - Ivan Grebenc - Zoran Gregorn - Ciril Grešovnik - Srečko Gril - Janez Grilc - Franjo Grobelnik - Hinko Grobelnik - Miran Grobelnik - Rajko Grobelnik -Branko Grobovšek –  Albert Groegl - Ivan Gros - Janko Gros - Matjaž Gros - Milan Gros - Aleksander Gunther - Srečko Haberman - Zoran Hace - Marjan Hafner - Ivan Hajnže - Esad Halilović - Branislav Hancman - Andrej Harter - Edvard Hartman - Peter Hartman - Anton Helbink - Boris Helbl - Ivan Helbl - Jože Helbl - Marko Helbl - Slavko Helbl - Željko Herjavec - Darko Hlupič - Bojan Hodnik - Marjan Hoič - Roman Hojnik - Roman Hrašan - Drago Hribernik - Janez Hribernik - Marko Hribernik - Matjaž Hribernik - Stano Hribernik - Milan Hriberšek - Zdenko Hriberšek - Marjan Hrženjak - Alojz Hudarin  - Jože Hudobreznik - Iztok Hudournik - Andrej Isak - Borut Ivankovič - Marijan Ivanković - Igor Jakopin - Anton Jamnik - Jože Jamnik - Franc Jamnikar - Marijan Jamniker - Franc Javornik - Ksandi Javornik - Rudolf Javornik - Miroslav Jegrišnik - Bojan Jehart - Ferdo Jehart - Vojko Jelen - Vojko Jeran - Franc Jerič - Daniel Jeromel - Janez Jeromel - Jože Jeromel - Marjan Jeromel - Miran Jeromel - Roman Jeromel - Zdravko Jeromel - Herman Jeseničnik - Dušan Jesenovec - Vojko Jeznik - Dušan Jonke - Simon Jonke - Cveto Florjan Jovan - Jožef Jud - Mihael jurač - Tomaž Jurač - Janko Jurko - Gregor Justin - Srečko Jutram - Boris Juvan - Danilo Kac - Janko Kac - Marko Kac - Tomaž Kačič - Bojan Kajzer - Borut Kaker - Robert Kališnik - Robert Kalteneker - David Kamnik - Simon Karničnik - Darko Kašnik - Marko Kašnik - Tomaž Kašnik - Borut Katalinić - Igor Katalinić - Jože Katanec - Radovan Kavcl - Milan Kavdik - Jožef Kavnik - Simon Kavnik - Bojan Keber - Rado Kefer - Zdenko Kikec - Gorazd Kiš - Slavko Klakočar - Igor Klančnik - Maksimilijan Klančnik - Aleš Klarič - Miran Klemenc - Silvo Klemenc - Bojan Klemenčič - Matjaž Klemenčič - Drago Klinc - Marko Klinc - Boris Knez - Dušan Knez - Jože Knez - Marko Knez - Miran Knez - Peter Knez - Simon Knez - Sebastjan Knežar - Jože Kobolt - Ernest Kocuvan - Miran Kokalj - Dušan Kokol - Bojan Kokučnik - Janko Kolar - Marjan Kolar - Tomaž Koletnik - Stanislav Kolman - Rudolf Kompoš - Stanislav Konec - Marjan Konečnik - Matjaž Konečnik - Tomaž Konečnik - Janez Kontrec - Primož Kontrec - Danilo Koren - Ferdo Koren - Ivan Koren - Konrad Koren - Rajko Koren - Frančišek Korent - Jožef Korent - Alojz Korošak - Ivan Korošec - Jožef Korošec - Peter Kos - Jožef Kostric - Igor Košir - Oto Košutnik - Aleš Kotnik - Anton Kotnik - Branko Kotnik - Filip Kotnik - Franc Kotnik - Marjan Kotnik - Marjan Kovač - Samo Kovač - Boris Kovačič - Albin Kozarič - Janez Koželjnik - Borut Krajnc - Dušan Krajnc - Goran Krajnc - Janez Krajnc - Miroslav Krajnc - Miroslav Krajnc - Peter Krajnc - Franc Kraker - Blaž Kramer - Edvard Krančan - Zdenko Kraševec - Bojan Krautberger - Jože Krebs - Andrej Krecenbaher - Vladimir Krejan - Branko Kremzer - Jožef Kremzer - Branko Krenker - Matjaž Krenker - Rajko Krenker - Vitko Krenker - Miran Kresnik - Danilo Krevh - Jožef Krevzel - Anton Kričaj - Milan Kričej - Peter Kričej - Robert Kričej - Robert Krivec - Karlo Kropušek - Ivan Krpač - Vinko Krušič - Matjaž Kuhar - Uroš Kumer - Vinko Kunčnik - Peter Kurmanšek - Bojan Kus - Branko Kuster - Jože Kuzman - Jože Ladinek - Jurij Lahovnik - Ivan Lakovšek - Tomaž Lakovšek - Zvonko Lakovšek - Manfred Lanc - Dušan Landeker - Marko Langbauer - Erih Laznik - Borut Ledinek - Marjan Ledinek - Ivan Lenart - Marko Lenart - Borut Lesjak - Robert Leskošek - Zmago Likar - Martin Likeb - Andrej Lipnik - Danijel Ločičnik - Jože Logar - Matjaž Logar - Marjan Lorbek - Maksimiljan Lorenc - Stanislav Lorenci - Darinko Lubej - Bojan Luršak - Janez Lužnik - Srečko Lužnik - Vlado Lužnik - Vojko Lužnik - Marijan Magdič - Branislav Maher - Zvonko Maher - Branimir Majcen - Branko Majcen - Robert Majcen - Anton Marhl - Marijan Marhl - Franc Marinšek - Branko Markuš - Anton Matavž - Stanko Matičko - Andrej Matves - Robert Maze - Anton Medved - Branko Medved - Janez Medved - Jurij Meh - Jožef Malenšek - Robert Mencinger - Dušan Merčnik - Dušan Mergeduš - Andrej Merzdovnik - Jurij Metinger - Štefan Mezga - Silvester Meža - Janez Mežnarc - Zdravko Miklašič - Bojan Miklavc - Klemen Miklavžina - Stanislav Miklavžina - Miran Miklič - Milan Milošević - Bojan Miškovič Rutnik - Srečko Mlačnik - Ivan Mlinar - Darjan Mlinšek - Dušan Mlinšek - Milan Mlinšek - Zdravko Moličnik - Miroslav Mori - Zdravko Mori - Ivan Mošmondor - Matjaž Motaln - Janez Mrak - Marjan Mravljak - Peter Mravljak - Franjo Nabernik - Igor Nabernik - Alojz Naglič - Anton Naglič - Marko Naglič - Viktor Naglič - Vlado Naglič - Boris Najžar - Štefan Namestnik - Dušan Napečnik - Srečko Napotnik - Andrej Naveršnik - Stanislav Navodnik - Danilo Novak - Herbert Novak - Ivan Novak - Radko Novak - Franjo Novosel - Jože Nunčič - Emin Nuraj - Roman Obrul - Bojan Oder - Srečko Oder - Janez Okrogelnik - Nedret Omerović - Milan Omladič - Rajko Onuk - Bogdan Orešnik - Anton Osrajnik - Mihael Osrajnik - Aleš Osredkar - Mario Ošlak - Matjaž Ošlak - Rajko Ošlak - Leopold Ovčar - Branko Ovčjak - Anton Pačnik - Srečko Pajtler - Igor Pantner - Ivan Pantner - Jožef Par - Alojzij Paradiž - Damijan Paradiž - Tadej Paradiž - Dejan Pašić - Drago Pavlič - Jože Pavlič - Ivan Pečnik - Simon Pečnik - Ignacij Pečoler - Mihael Pečovnik - Milan Pečovnik - Roman Pečovnik - Silvo Pejovnik - Martin Pepevnik - Mladen Perić - Jože Peruš - Rajko Periš - Rudi Peruš - Zoran Peruš - Boris Pesičer - Vojko Pesjak - Ivan Petar - Jožef Petrič - Jožef Petrovič - Igor Picej - Silvo Pinter - Matjaž Pirnat - Dimitrij Pirtovšek - Rado Pisar - Janez Pisnik - Florjan Planinšec - Janez Planinšec - Aleksander Planko - Robert Planšak - Zdravko Planšak - Darijan Plaz - Silvo Plazl - Kristijan Plesnik - Branko Plestenjak - Milan Plešivčnik - Branko Plevnik - Silvo Plevnik - Štefan Plevnik - Danilo Podjavoršek - Iztok Podkrižnik - Janez Podlesnik - Branko Podzavnik - Jožef Podrzavnik - Ludvik Podrzavnik - Zlatko Podrzavnik - Peter Pogladič - Leon Poglič - Janko Pogorelčnik - Jože Pogorevc - Milan Pogorevc - Franc Pogorevčnik - Jože Pogorevčnik - Oton Pok - Leon Pokeržnik - Mirko Poklič - Stanko Poklič - Zvonko Poklič - Marjan Poklinek - Zmago Polak - Albin Pongrac - Ivan Pongrac - Silvo Pongrac - Srečko Porčnik - Bojan Poročnik - Dominik Poročnik - Drago Poročnik - Dušan Poročnik - Miran Poročnik - Štefan Poročnik - Darko Postrpinjek - Branko Potnik - Robert Potočnik - Bojan Požun - Ivo Pranjić - Janez Prapertnik - Simon Prapertnik - Blaž Praprotnik - Igor Praprotnik - Zlatko Prasnic - Marijan Praznik - Anton Pridigar - Maksimiljan Prijatelj - Mihael Prikeržnik - Tomaž Primožič - Jože Prislan - Jože Prosenjak - Stojan Prošev - Karel Pruš - Matej Pruš - Maks Pučelj - Milan Pučko - Anton Pungartnik - Peter Pungartnik - Egon Pupaher - Leopold Pustinek - Aleš Pušnik - Beno Pušnik - Dušan Pušnik - Edvard Pušnik - Franc Pušnik - Janez Pušnik - Jože Pušnik - Mirko Pušnik - Primož Pušnik - Roman Pušnik - Zorko Pušnik - Igor Rac - Mirko Radilović - Jožef Radoševič - Bogdan Rakovnik - Branko Ramšak - Ludvik Ramšak - Zvonko Ramšak - Jože Ranc - Dvid Ravnjak - Franc Razbornik - Bojan Razdevšek - Boris Razgoršek - Aleš Rednjak - Anton Rek - Jože Rek - Boris Repnik - Zlatko Repnik - Jože Repotočnik - Edvard Režek - Branko Rihtar - Metod Rihtaršič - Milan Ring - Tomaž Ročnik - Milan Rogel - Rudolf Rogelšek - Albin Rošer - Emil Rošer - Marjan Rošer - Jože Rotovnik - Jože Rotovnik - Miran Rotovnik - Peter Rotovnik - Robert Rotovnik - Zoran Rotovnik - Rado Rozman - Danijel Rupreht - Jože Rupreht - Dušan Rutnik - Ignac Rutnik - Srečko Sahernik - Dušan Schmiedhofer - Jožef Schmiedhofer - Branko Sedar - Jože Sedar - Jože Seitl - Bojan Sekavčnik - Edvard Sekolonik - Ivan Sekolonik - Franc Selišnik - Leopold Senica - Marjan Sešel - Miran Sešel - Mirko Setinšek - Janez Sevčnik - Vitomir Simunišek - Danijel Skarlovnik - Niko Slekovec - Bogdan Slemenik - Robert Slemenik - Darko Slodej - Matjaž Smolčnik - Janez Smolnikar - Cvetko Smonkar - Janko Smonkar - Nikolaj Smonkar - Tone Smonkar - Jožef Smovnik - Miran Smovnik - Franc Smrtnik - Andrej Snežič - Branko Sovič - Ivan Sovič - Darko Sovinc - Jurij Srebotnik - Igor Sredenšek - Janko Stanonik - Bojan Steblovnik - Beno Stemlak - Bogomir Stepišnik - Mitja Sterle - Milan Stramec - Stanislav Stražišnik - Mitja Sterle - Milan Stramec - Stnaislav Stražišnik - Franc Strgar - Rudolf Strmčnik - Miroslav Strmšnik - Otmar Stropnik - Bojan Strožič - Bojan Stvarnik - Sergej Suhovršnik - Anton Sušec - Bogdan Sušec - Dušan Sušec - Milorad Sušec - Miran Sušec - Bojan Sušel - Ivan Svetina - Alojz Šajher - Drago Šantl - Damjan Šapek - Branko Šavc - Ivan Šavc - Primož Šavc - Samo Šavc - Jože Šiler - Zoran Šimić - Branko Širnik - Jožef Širnik - Bojan Šisernik - Viktor Škoflek - Zlatko Škorjanc - Janko Škrabelj - Robert Škrablin - Srečko Škratek - Benjamin Škurnik - Srečko Šmon - Stanislav Šmon - Franc Šoba - Ivan Špegel - Marijan Špegelj - Stanislav Špegelj - Danilo Špes - Bojan Šrimpf - Jožef Štaher - Slavko Štaher - Ivan Štalekar - Dominik Štaleker - Branko Štamulak - Janko Šteharnik - Jože Šteharnik - Janez Štinjek - Matjaž Štraser - Vitomir Štruc - Marjan Štumberger - Milan Štumfl - Roman Šuler - Sašo Šuler - Goran Šurc - Davorin Švab - Simon Šverc - Danijel Tajnik - Boris Taljan - Đuro Tandar - Marijan Tandara - Milan Temniker - Drago Tepeš - Anton Tepež - Marjan Ternik - Danilo Tertinek - Igor Tič - Janez Timošek - Metod Tiršek - Danilo Tisnikar - Drago Tjukajev - Marijan Tjukajev - Anton Tolazzi - Branko Tomažič - Zlatko Tomažič - Peter Tominšek - Stanko Tone - Anton Topler - Janez Tretjak - Milan Tretjak - Karel Tršar - Rado Turjak - Andrej Tušek - Mihael Urih - Peter Uranc - Mirko Urih - Ivan Urisk - Bojan Urnaut - Bojan Uršej - Robert Uršej - Štefan Uršej - Milan Vačovnik - Stanislav Vačovnik - Dušan Vajksler - Gorazd Vajs - Milan Vajs - Dušan Valente - Slavko varšnik - Jožef Vaukan - Stanislav Veber - Milan Večko - Robert Večko - Drago Velički - Hasan Velić - Drago Verčko - Dušan Verdinek - Drago Verdnik - Jožef Verdnik - Janez Verhnjak - Milan Verhovnik - Peter Verhovnik - Zlatko Veronik - Marjan Verzelak - Drago Vesonik - Milan Vetrih - Srečko Videc - Rudi Vidmajer - Vili Vidmar - Miha Vidoz - Zdravko Vilar - Marko Vivod - Milan Vivod - Niko Vivod - Primož Vivod - Aleš Vižintin - Zoran Vodopija - Andrej Vodušek - Franc Vohar - Andrej Volk - Dušan Volmajer - Boris Vornšek - Mihael Vornšek - Anton Vrabič - Milan Vrabič - Darko Vrbančič - Vinko Vrčkovnik - Dominik Vrhovnik - Miran Zabukovnik - Bojan Zabukovnik - Milan Zajamšek - Anton Zajc - Andrej Založnik - Bernard Založnik - Bogomir Založnik - Maksimiljan Založnik - Vinko Založnik - Marijan Zaponšek - Janez Zavolovšek - Martin Zbičajnik - Ivan Zlatar - Janez Zlodej - Štefan Zorjan - Drago Zorman - Vladimir Zorman - Matija Zupanc - Miran Zver - Jožef Žagar - Branko Ževart - Uroš Žibert - Maksimiljan Žigart - Ermin Žmavcer - Zlatko Žnidar - Dimitrij Žvikart - Dominik Žvikart - Jožef Žvikart - Feliks Žvirc